# Linka RER A
 RER A je jedna ze současných pěti tras příměstské železnice RER v Paříži. Je nejstarší, první její úsek pochází z roku 1977 a je označena červenou barvou. Vede východo-západním směrem. S více než 1,4 miliónem cestujících denně je jednou z nejvytíženějších příměstských linek na světě.

## Chronologie otevírání jednotlivých úseků
- 14. prosince 1969 – Společnost RATP (pařížský dopravní podnik) zakoupila od SNCF (francouzské železnice) linku do Vincennes dnes tvořící východní část linky RER A. Ve stanici Nation byl otevřen nový podzemní terminál.
- 1. února 1970 – RATP zakoupilo i část dosavadní železniční tratě, vedoucí do Saint-Germain-en-Laye
- 23. listopadu 1971 – západní část linky (tehdy ještě nebyla provozovaná jako RER) byla prodloužena do stanice Auber, trať vedla v nově vyraženém tunelu.
- 9. prosince 1977 – Východní a západní linka jsou spojeny a sjednoceny pod dnešním názvem RER A. Zároveň také došlo k zprovoznění první větve, vedoucí z Vincennes do Noisy-le-Grand.
- 19. prosince 1980 – Prodloužení větve z Noisy-le-Grand do Torcy.
- 29. května 1988 – Otevřena byla další větev, tato vedla z Nanterre do Cergy.
- 1989 – Otevřena větev Maisons-Laffitte – Poissy.
- 1994 – Úsek končící v Torcy byl prodloužen do Marne-la-Vallée, kde se nachází pařížský Eurodisneyland. Zároveň ještě byl otevřen jeden úsek, a to z Cergy-St-Christophe do Cergy-Le Haut.

## Charakteristika
RER A spojuje města Saint-Germain-en-Laye, Nanterre, Vincennes a Boissy-Saint-Léger s centrem Paříže a mnoha jejími důležitými dopravními uzly (například La Défense, Gare de Lyon, Châtelet – Les Halles, Nation). Je dlouhá 108,5 km a na několika místech se větví. Díky tomu tak na jedné trase je provozováno pět linek (označovány jsou A1-A5). Stanic se zde nachází 46, z toho třináct je podzemních, průměrný mezistaniční úsek pak dosahuje délky 2 411 m. Po svém zprovoznění v roce 1977 (některé úseky dnešní trasy však již v provozu byly, jen ne jako RER) byla označena jako nejvytíženější trať městské dopravy na světě, toto však zpochybnilo japonské ministerstvo dopravy, tvrdící že linka JR Chuo Line v Tokiu je vytížená dvakrát tolik. Ročně přepraví RER A 272 800 000 cestujících.

Mapa linky RER A

## Vozový park
Provoz na lince RER A zahajovaly jednopodlažní a jednosystémové (1,5 kV) jednotky MS 61. V osmdesátých letech dorazily první dvousystémové jednotky MI 84, které umožnily zajíždění RER A do stanic Cregy a Poissy po tratích elektrifikovaných střídavým systémem 25 kV 50 Hz. Vzhledem k velké oblíbenosti linky a s tím souvisejícím prudkým nárůstem počtu cestujících byl pařížský dopravní podnik RATP nucen v devadesátých letech minulého století investovat do nákupu nových, patrových elektrických jednotek. První jednotka MI 2N začala vozit cestující v polovině roku 1997, v roce 2011 se k nim přidaly modernější jednotky MI 09. Dodávky těchto vlaků umožnily v roce 2016 ukončit provoz původních jednotek MS 61 a o rok později také MI 84. První jmenované byly vyřazeny úplně, druhé byly přesunuty na linku RER B. 

## Galerie

Logo RER A
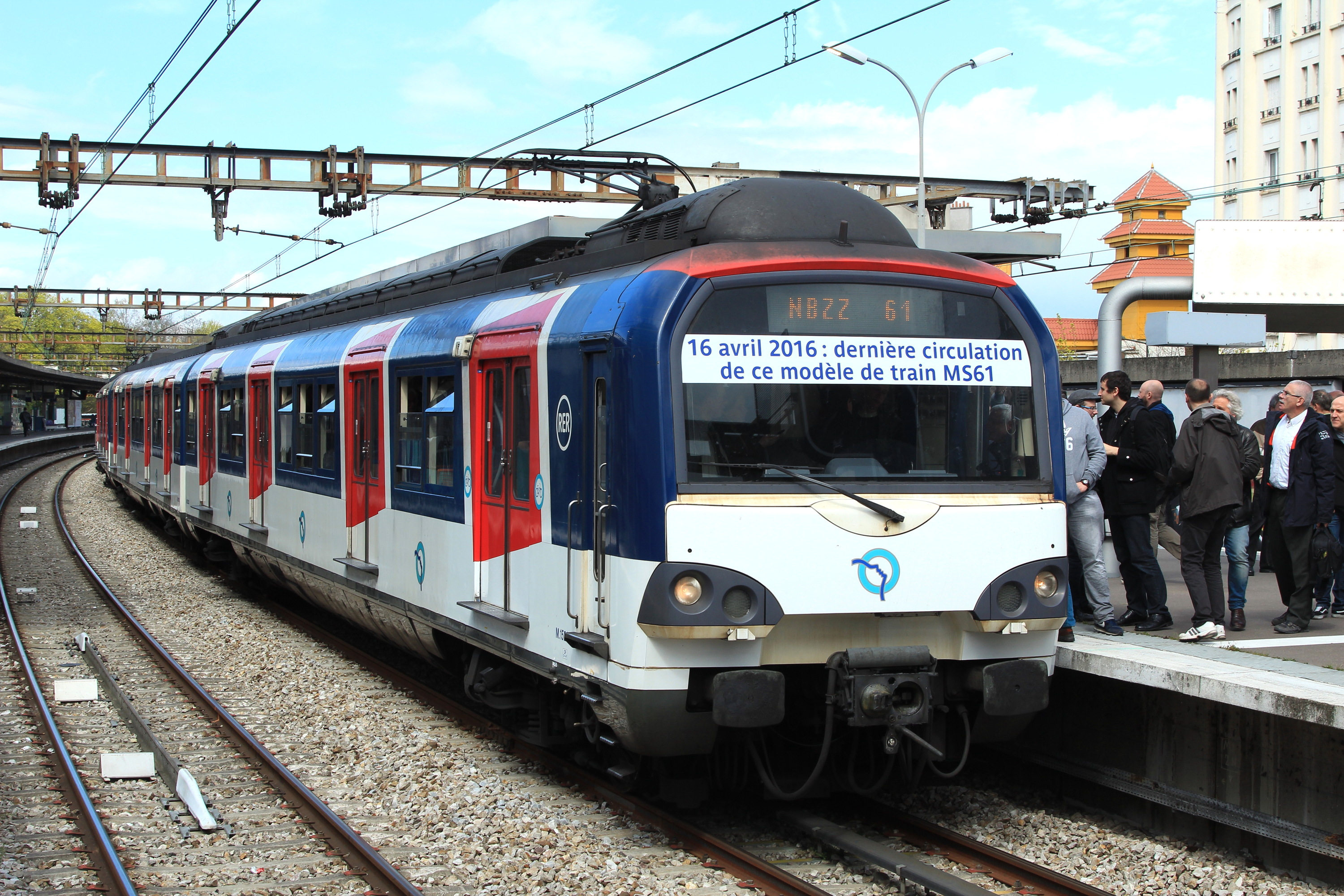
Jednotka MS 61 při rozlučkové jízdě
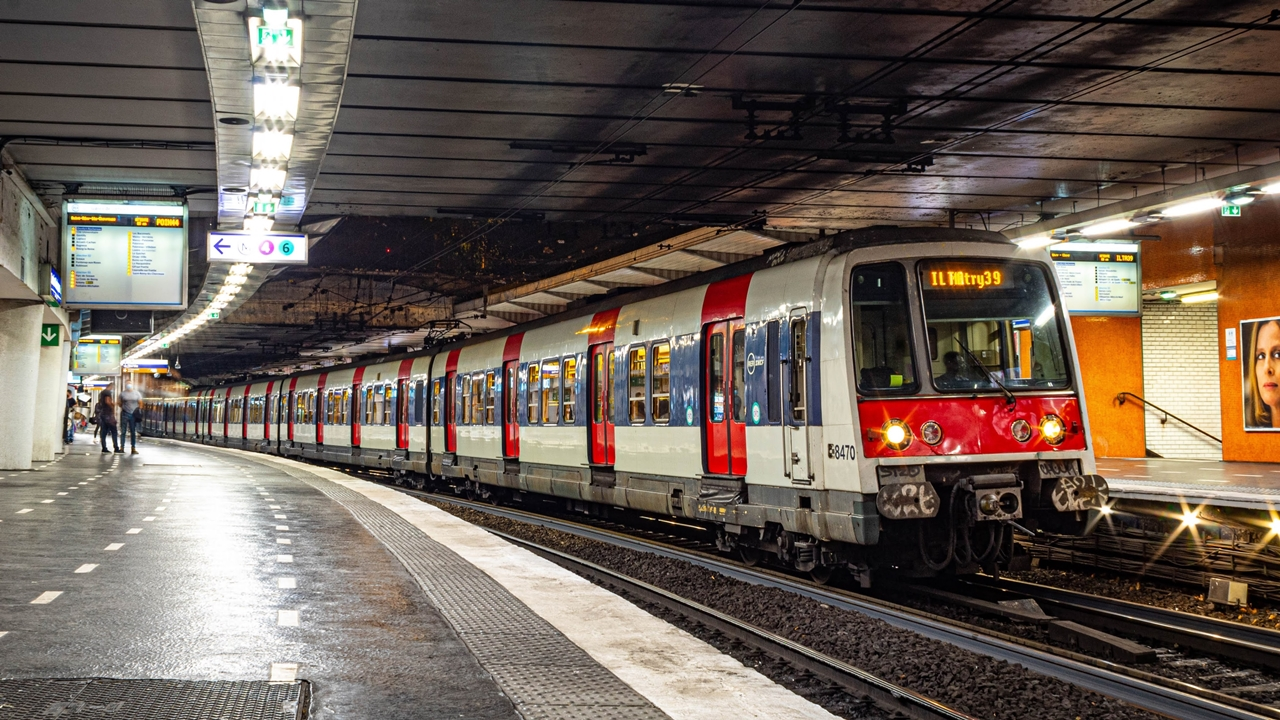
Jednotka MI 84
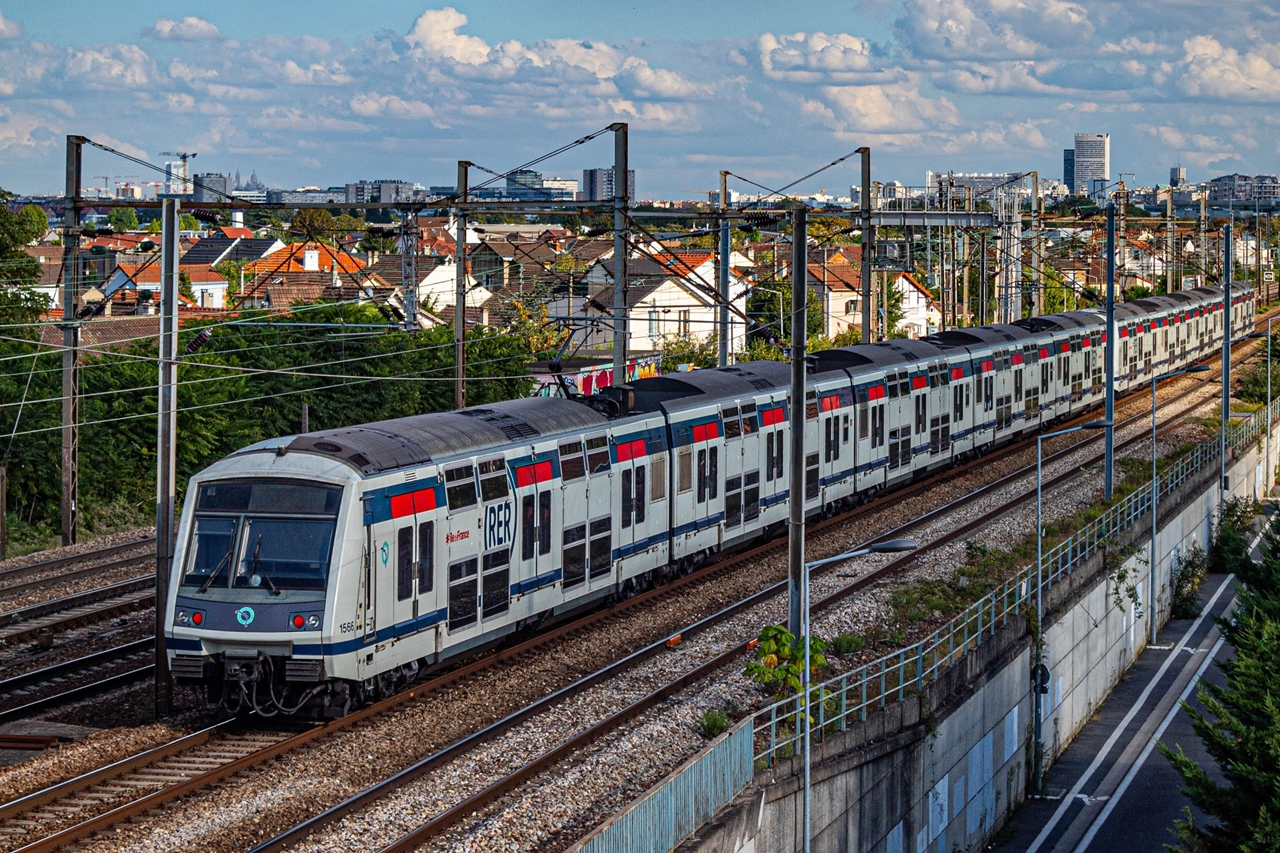
Patrová jednotka MI 2N
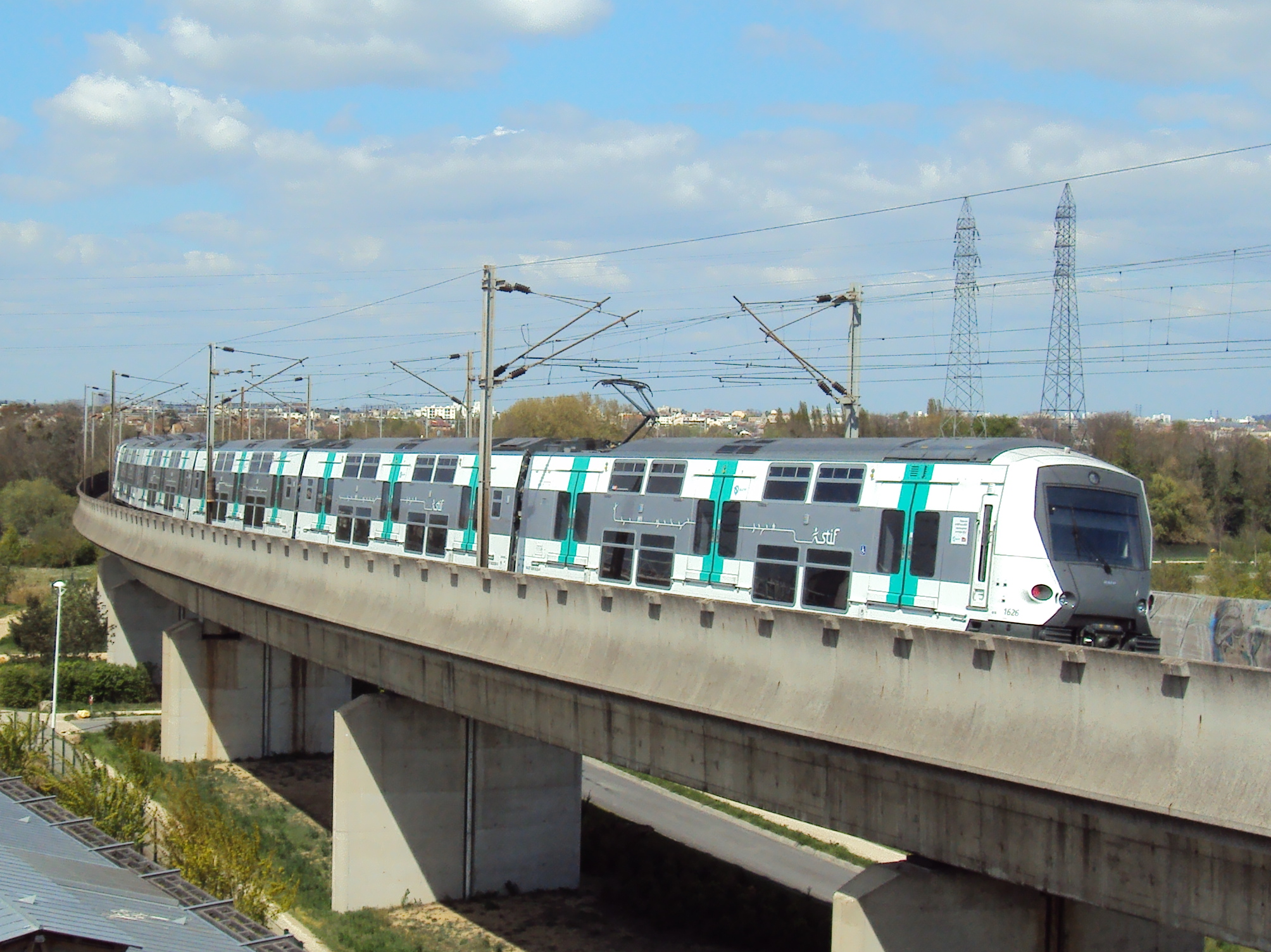
Jednotka MI 09
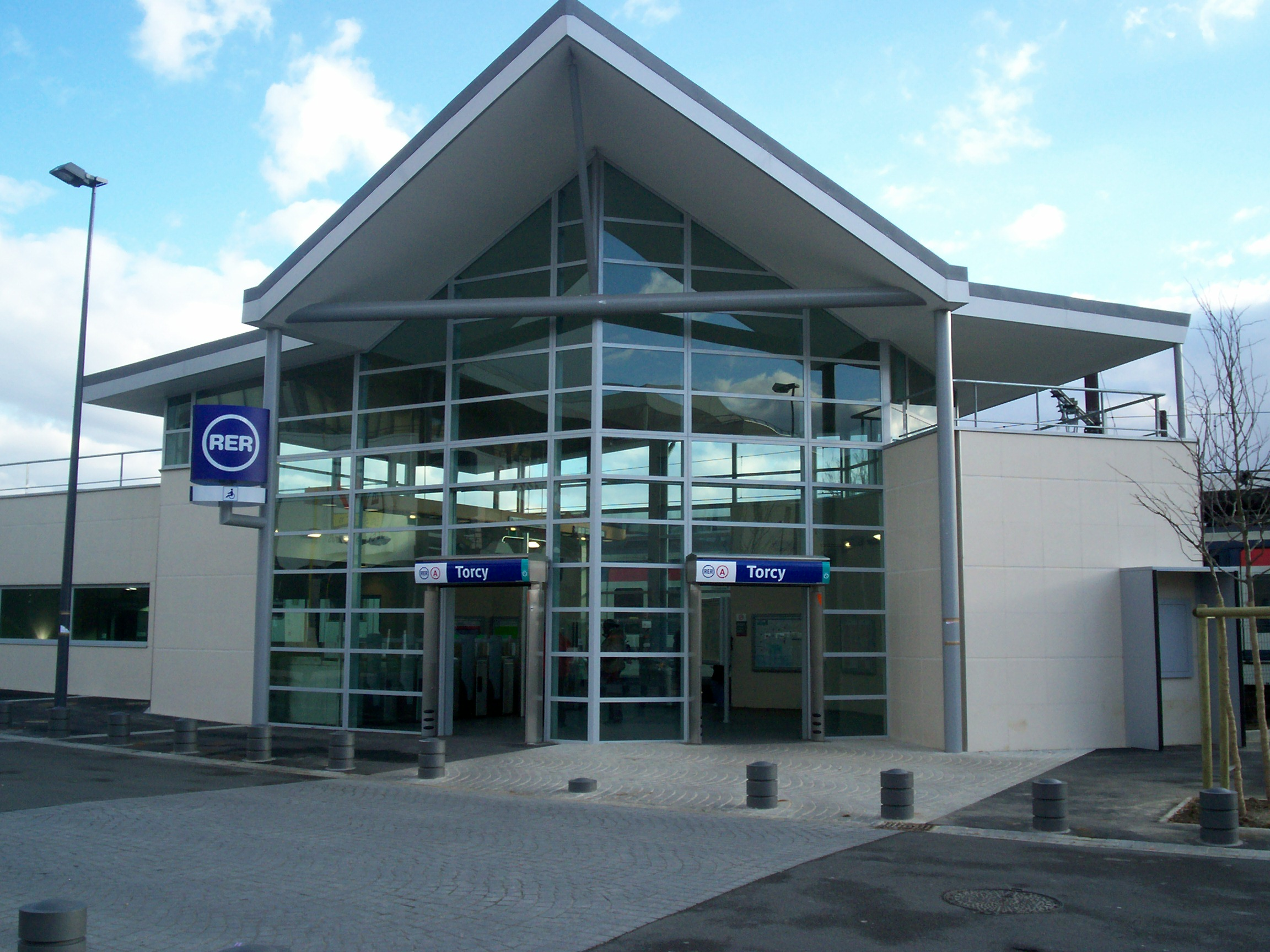
Stanice Torcy
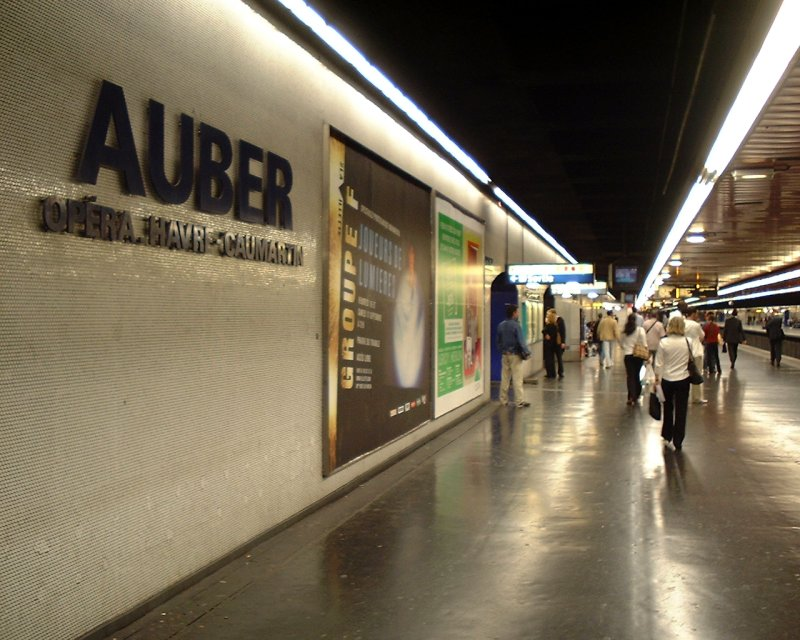
Stanice Auber v centru Paříže